# Титанати
Титанати — неорганічні сполуки, що складаються з оксидів титану. Разом з ніобатами титанати утворюють групу перовськіту.
У деяких випадках цей термін використовується більш загально для будь-якого аніона, що містить титан, наприклад [TiCl6]2− і [Ti(CO)6]2−. Ця стаття присвячена оксидам.
Відомо багато видів оксидів титану, і деякі з них мають важливе економічне значення. Зазвичай ці матеріали білі, діамагнітні, легкоплавкі та нерозчинні у воді. Їх часто виготовляють при високих температурах, наприклад, використовуючи трубчасті печі, з діоксиду титану. Практично у всіх випадках титан набуває октаедричної координаційної геометрії.

## Ортотитанати
Ортотитанати мають формулу M2TiO4, де М — двовалентний. Прикладом такого матеріалу є титанат магнію (Mg2TiO4), який має структуру шпінелі. Li2TiO3 не вважається ортотитанатом, оскільки він має структуру кам'яної солі та не містить ідентифікованого аніона титану. Ортотитанати майже ніколи не мають ідентифікованих TiO44- центрів, винятком є Ba2TiO4.

### Титанова кислота та її ефіри
Речовина H4TiO4 називається титановою кислотою (також називається ортотитановою кислотою або гідроксидом титану). Цей матеріал, який не є чітко визначеним, отримують шляхом гідролізу TiCl4. Тверда речовина нестабільна щодо втрати води та утворення діоксиду титану. Естери ортотитанової кислоти відомі; одним із прикладів є ізопропоксид титану. Складні ефіри, отримані з нижчих спиртів, мають більш складні структури, де титан досягає октаедричної координації, наприклад Ti4(OCH3)16 або тетраметоксид титану. Це слабка кислота, якщо її можна виділити.

## Метатитанати
Метатитанати мають формулу MTiO3, де знову M є двовалентним. Вони не містять дискретних центрів TiO32−. Деякі, як-от критичний мінерал ільменіт (FeTiO3), кристалізуються у формі гексагонального щільного пакування, що спостерігається в корунді. Крім того, деякі матеріали з формулою MTiO3 кристалізуються у вигляді мотиву, відомого як перовськітова структура, що також є назвою мінеральної форми титанату кальцію (CaTiO3). Титанат барію є одним із таких структурованих титанатів із сегнетоелектричними властивостями.

## Комплексні титанати
Відомі також більш складні титанати, такі як титанат вісмуту Bi4Ti3O12.